# Сан-Лазаро-дельї-Армені

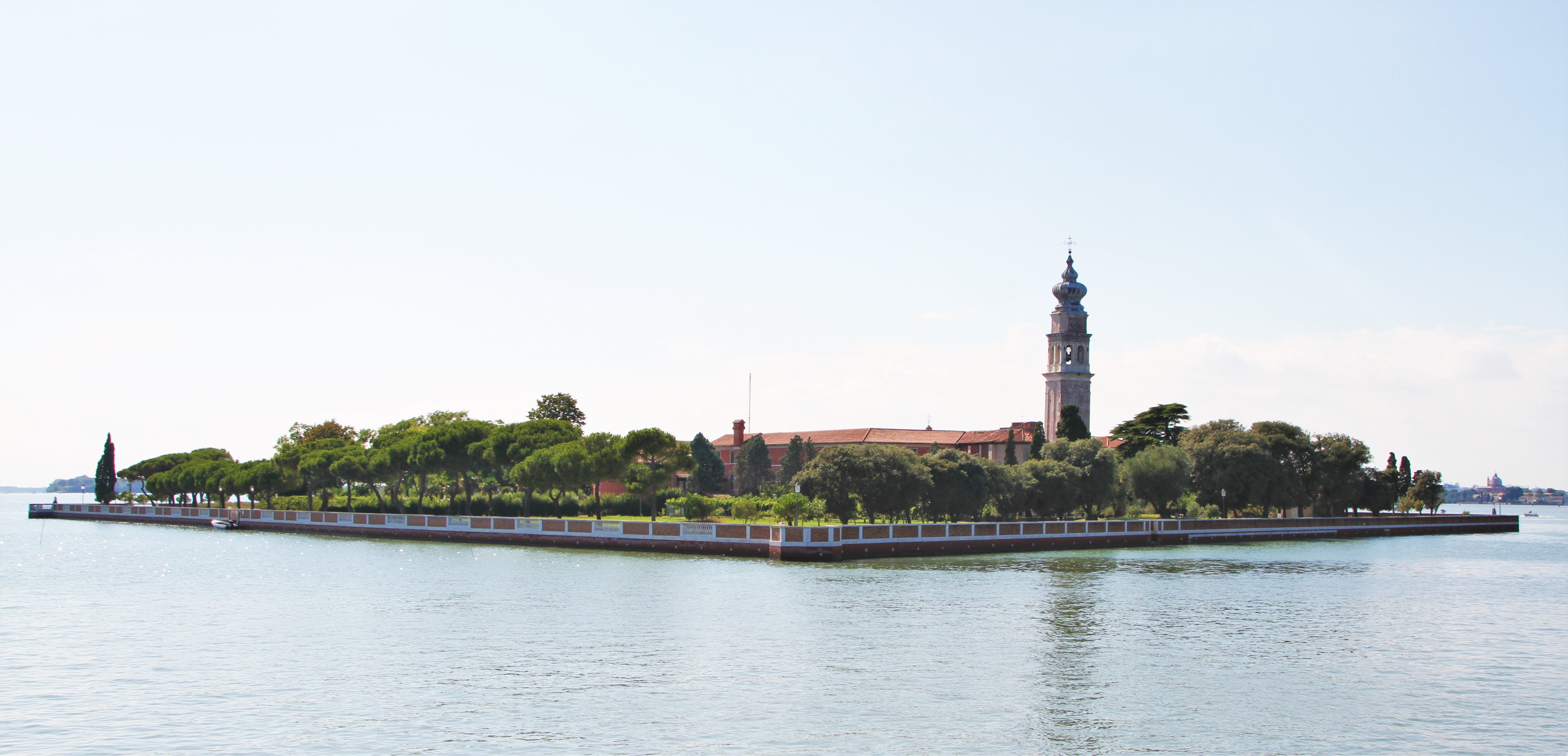
Сан-Лазаро-дельї-Армені з човна

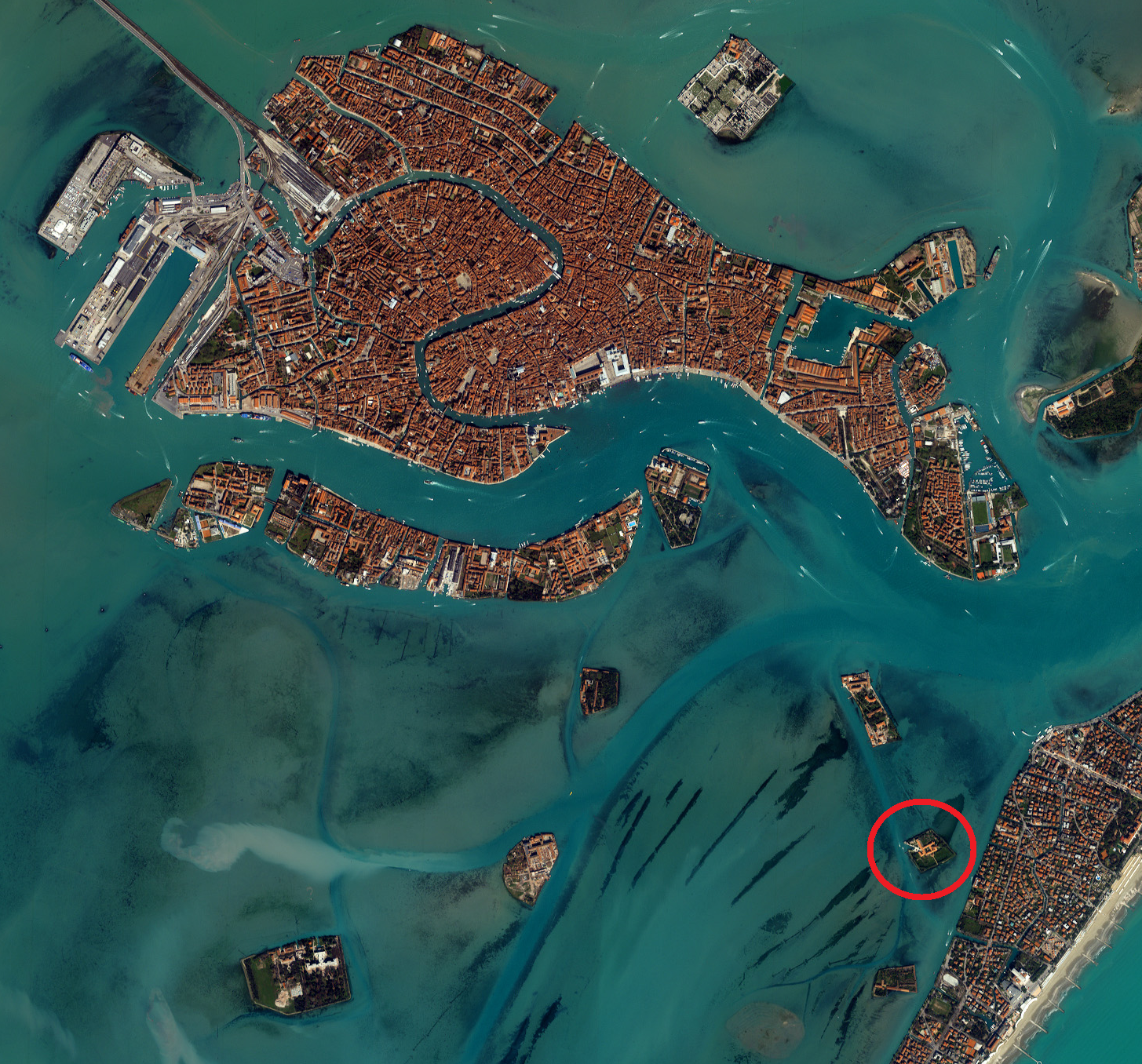
Супутникове зображення Венеційської лагуни. Сан-Лазаро (острів позначений червоним) розташований на південному-сході від Венеції і на захід від Лідо.

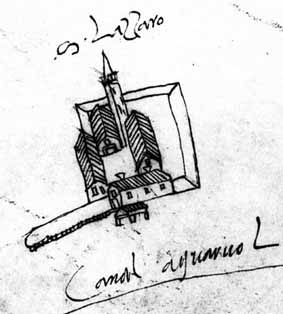
Сан-Лаццаро на карті, яка датується другою половиною 16-го століття.

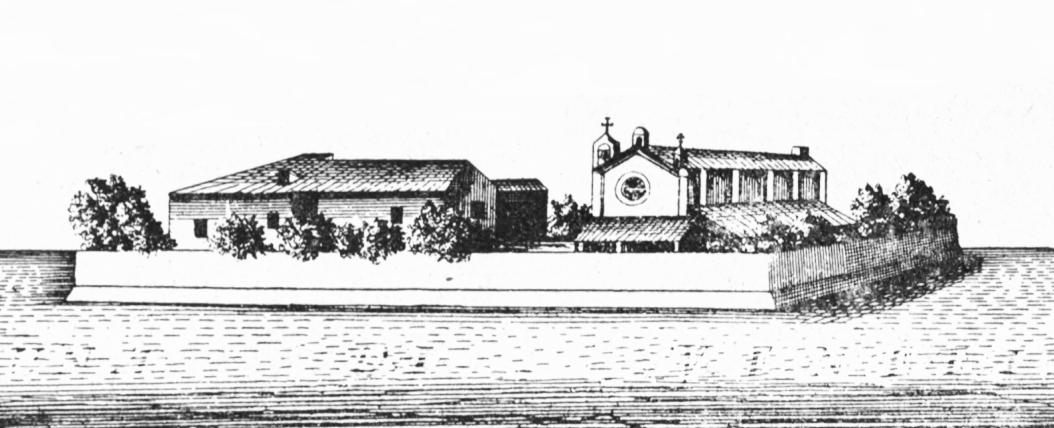
«Острів святого Лазаря, коли тут був Мехітар»

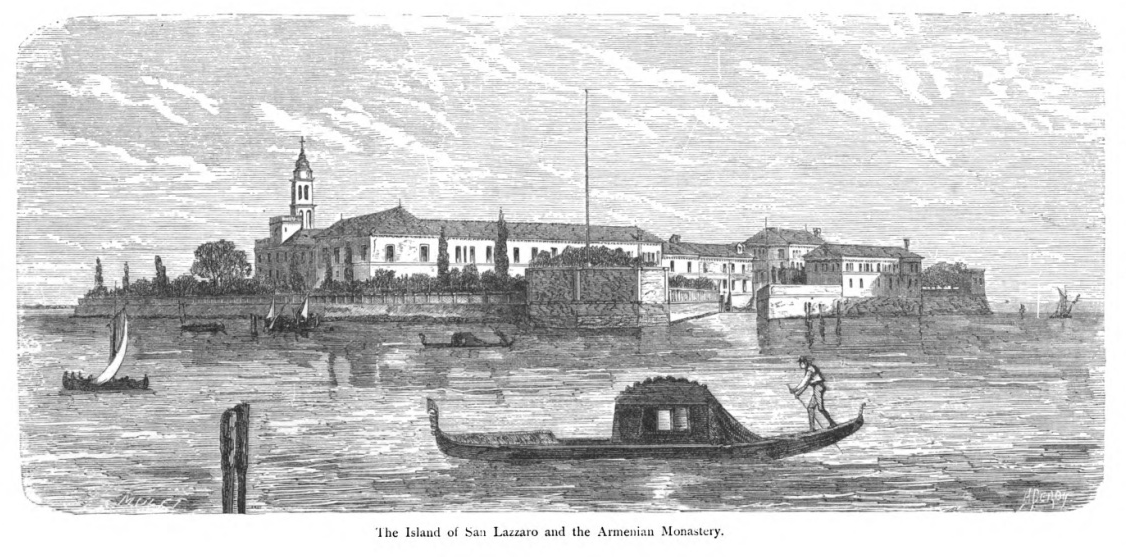
Сан-Лазаро близько 1877 року

Сан-Лазаро-дельї-Армені (в перекладі вірменський острів Святого Лазаря; вен. San Làzaro dei Armeni, італ. San Lazzaro degli Armeni, вірм. Սուրբ Ղազար կղզի) — невеликий острів у південній частині Венеційської лагуни між островами Лідо і Сан-Серволо (Італія), один з основних центрів вірменської культури. Острів займає площу 3 га (7,4 акра). Сан-Лазаро був збільшений майже в чотири рази від свого початкового розміру шляхом меліорації земель. Він був визнаний академією Наполеона в 1810 році, коли майже всі монастирі Венеції були скасовані. Острів є одним з найвідоміших історичних місць вірменської діаспори. Монастир має велику колекцію книг, журналів, артефактів і третю за величиною колекцію вірменських рукописів. Протягом століть на острів приходили десятки художників, письменників, політичних і релігійних діячів. В даний час він привертає десятки тисяч туристів щорічно.

## Огляд острова
Сан-Лазаро знаходиться в 2 км (1,2 милі) на південний схід від самої Венеції і на захід від Лідо. Острів прямокутної форми і займає площу в 3 гектара (7,4 акра). На острів можна дістатися за допомогою вапоретто від станції Сан-Дзаккарія. Щорічно острів відвідують близько 40000 осіб, причому більшість з них складають італійці.
Офіційне італійська назва острова Сан-Лазаро-дельї-Армені буквально перекладається як «Святий Лазар вірмен». Він часто згадується англійською мовою як острів Святого Лазаря. Вірменською мовою острів називається բրՂ զազար, Surb Ghazar, який також румунізували як Surb Łazar.
Число ченців, студентів та інших жителів Сан-Лазаро коливається протягом всієї історії. У 1816 році, коли Байрон відвідав острів, в Сан-Лазаро було близько 70 мехітаристів. З тих пір число жителів значно скоротилося. До початку 1840-х років на острові розміщувалося 50 ченців і студентів, і близько 20 ченців в 1960 році. Письменник Los Angeles Times зазначив в 1998 році, що Сан-Лазаро як і раніше є «монастирським центром діяльності», хоча в той час в монастирі перебувало всього 10 семінаристів і 10 ченців. Тереза Левоніан Коул написала в The Independent, що з 2015 року в Сан-Лазаро проживають 12 вардапетів (вчений чернець) і п'ять нових жителів острова.

## Історія

### Середньовіччя
Вперше острів згадується у IX столітті. У 810 році Венеційська республіка виділила острів абату бенедиктинського монастиря Св. Іларію Фусинському. У XII столітті у Венеції з'явилась проказа в результаті торгівлі зі Сходом.
в 1182 році Леоне Паоліні, місцевий дворянин, переніс на острів госпіталь Сан-Тровасо. Через відносну віддаленість острова від інших головних островів, що утворюють місто Венецію, в госпіталі вирішили створити лепрозорій для людей, хворих на проказу. Лепрозорій назвали іменем святого Лазаря, святого покровителя прокажених. Церква Сан-Лазаро була зведена в 1348 році, що підтверджується написом в готичному листі. У тому ж році лікарня була відремонтована, і її власність перейшла від бенедиктинців до патріархальній церкві Сан-П'єтро. До середини 1500-х років кількість хворих на проказу зменишилась і острів був покинутий до 1601 році, на острові залишався тільки капелан і деякі садівники, які вирощували овочі. У другій половині XVII століття острів був переданий в оренду різним релігійним групам. У 1651 році домініканський орден оселився на острові після втечі з окупованого турецькими військами Криту. Єзуїти також ненадовго влаштувалися на острові. До початку XVIII століття на острові залишилося лише кілька руїн.

### Вірменський період
Заснування
У квітні 1715 року група з дванадцяти вірменських католицьких ченців на чолі з Мануком ді Пьетро (Мхітар Севастійський), прибула до Венеції з Мореї (тобто, Пелопоннес) після того, як вона стала ареною військового протистояння між Венецією і Османською імперією. Мхітар Севастійський заснував католицький орден в Константинополі, столиці Османської імперії, в 1701 році, який пізніше буде носити його ім'я. Орден перебрався в Модон (Метоні) на південному березі Пелопоннесу в 1703 році, після репресій з боку османського уряду і Вірменської апостольської церкви. 1712 орден отримав визнання папи Климента XI.
8 вересня 1717 року в свято Різдва Пресвятої Богородиці, венеційський сенат передав Сан-Лазаро Мхітару і його сподвижникам, які погодилися не перейменовувати острів. Після оволодіння монахи почали роботи по відновленню наявних будівель на острові. Вся громада переїхала на острів у квітні 1718 року, коли будівлі на Сан-Ладзаро стали придатними для житла. Сам Мхітар розробив план монастиря, який був завершений до 1840 року. Монастир спочатку включав 16 камер для ченців, які були ще зі старої лікарні. Відновлення церкви тривало з травня по листопад 1722 року. Мхітар помер в 1749 році. Дзвіниця була завершена через рік, в 1750 році.
Пізніша історія
Венеційська республіка була скасована Наполеоном в 1797 році. У 1810 році він скасував всі чернечі ордени Венеції та Королівства Італії, за винятком мехітарістів в Сан-Лазаро. Згідно з деякими джерелами, зборам мхітаристів було дано спокій через заступництво Рустама Рази, охоронця мамлюка Наполеона вірменського походження. Наполеон підписав указ від 27 серпня 1810, в якому говориться, що конгрегація може продовжувати існувати як академія. З того часу Сан-Лазаро також відомий як академія, а іноді згадується на латині як Академія Армена Санкті Лазари. Монастир був значно розширений шляхом меліорації земель чотири рази з XIX століття.
Вперше, в 1815 році австрійський імператор Франц II дозволив розширити територію острова. Площа на північ від острова була заповнена, що подвоїло її площу з 7 900 м² до 13 700 м². У 1836 році була побудована прикордонна стіна навколо нового району острова. Канал елінгу був заповнений в 1912 році, і він був перенесений в дальній західний кут. Берегова лінія була випрямлена. Ці коригування збільшили площу острова до 16 970 м². Останнє велике розширення Сан-Лазаро відбулося в період після Другої світової війни. Між 1947 і 1949 роками острів був розширений на південному-сході та південному-заході. Острів тепер має площу 30 000 м² або 3 га.

Поступове розширення Сан-Лазаро
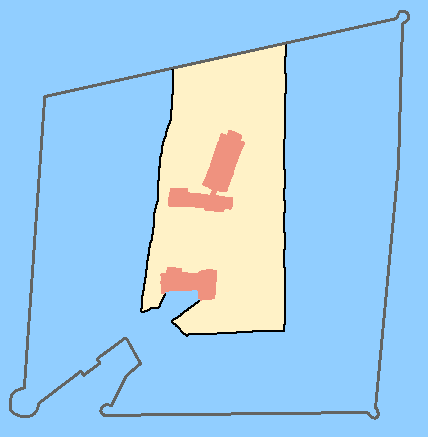
Острів, коли вірменські монахи прибули, 1717.
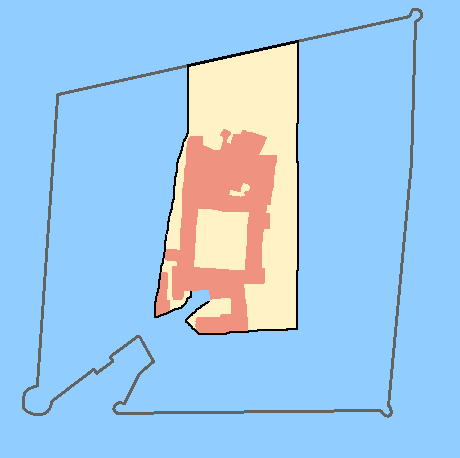
Будівництво монастирського комплексу Мхітарем (1740) і друкарня (1789).
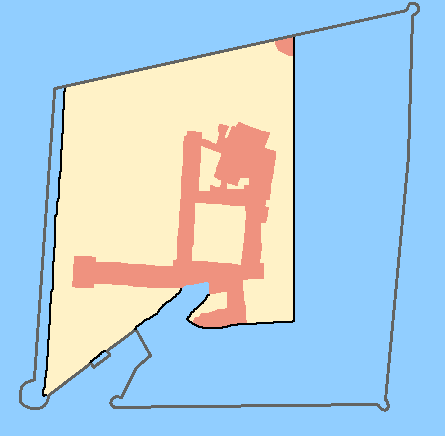
Розширення на північній стороні острова (1818) і крило нової друкарні (1823-25).
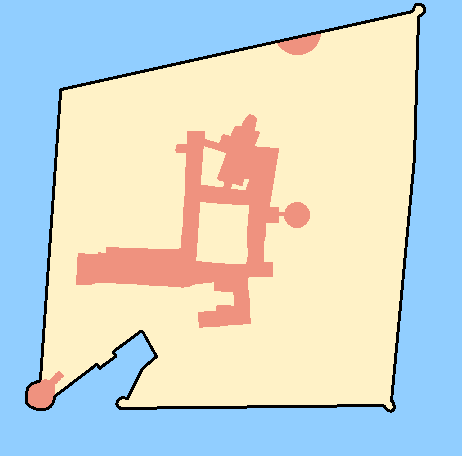
Розширення  південної частини острова (1947-49).

XX століття і сучасність
У ніч на 8 грудня 1975 року спалахнула пожежа, яка частково зруйнував бібліотеку і пошкодила південну частину церкви, а також знищила дві картини Гаспаро Діціані. У період з 2002 по 2004 рік магістрат Алько проводив велику реставрацію монастирських структур в координації з італійським міністерством інфраструктури та транспорту Consorzio Venezia Nuova.

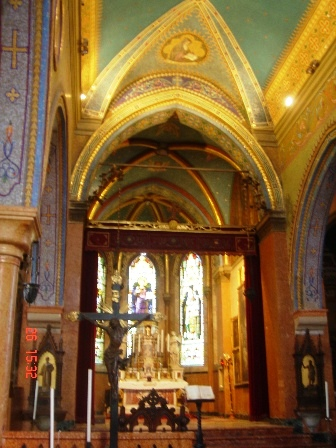
Інтер'єр церкви

У 2015 році на 56-й Венеційській бієнале в Сан-Лазаро представлявся павільйон Вірменії.. Виставка, присвячена 100-річчю Геноциду вірмен, куратор Аделіна Кюберян фон Фюрстенберг, стала лауреатом премії «Золотий лев» у категорії національної участі.

## Монастир
Сан-Лазаро повністю зайнятий монастирем Mekhitarist monastery of San Lazzaro, який є штаб-квартирою Конгрегації Вірменського Католицького мхітаристів. Монастир в даний час містить церкву з дзвіницею, житлові квартали, бібліотеку, музеї, картинну галерею, сховище рукописів, друкарню, різні навчальні та науково-дослідні установи, сади, бронзову статую Мхітара, споруджену Антоніо Баджо У 1962 році, меморіал про Геноцид вірмен, побудований в 1960-х роках, і базальтовий хачкар XIV століття (крос-камінь), подарований радянським урядом Вірменії в 1987 році. Дзвіниця була завершена в 1750 році. Купол був побудований в східному цибулевому стилі. Вона не прив'язана до церкви і стоїть одна біля північної сторони.

### Церква
Церква Сан-Лазаро, хоча і кілька разів оновлювалася протягом століть, зберігає стиль арки 14-го століття. Церква була відновлена екстенсивно Мхітаром в 1722 році, через п'ять років після поселення вірменських ченців. Він повністю відновив вівтар. Його апсида була розширена в 1899 році насамперед додаванням неоготичних елементів. У церкви є неоготичний інтер'єр. Головний вівтар в стилі бароко. Три головних вікна апсиди вівтаря мають вітражі, які зображені зліва направо: Саак Партев, Святий Лазар і Месроп Маштоц. У церкві є фрески і картини Антоніо Ермолао Паолетті, що зображують Святого Петра, Святого Павла, Івана Хрестителя і Святого Стефана. Могила Мехітара знаходиться в передній частині вівтаря.
Крім головного вівтаря, є ще чотири вівтарі, присвячених Святому Хресту, Григорію Просвітителю, Діві Марії та Святому Антонію. Все побудовано в період 1735-38 в роки Мехітара. Всі вони прикрашені творами, в основному венеційськими художниками. У вівтарі Святого Григорія від Noè Bordignon зображений святий, що здійснює хрещення вірменського царя Тірідата III. У вівтарі, присвяченому матері Ісуса, зображене Різдво Пресвятої Богородиці Доменіком Маджіотто. У вівтарі святого Антонія, Франческо Зугно зобразив засновника східного чернецтва, який надихнув Мехітара.

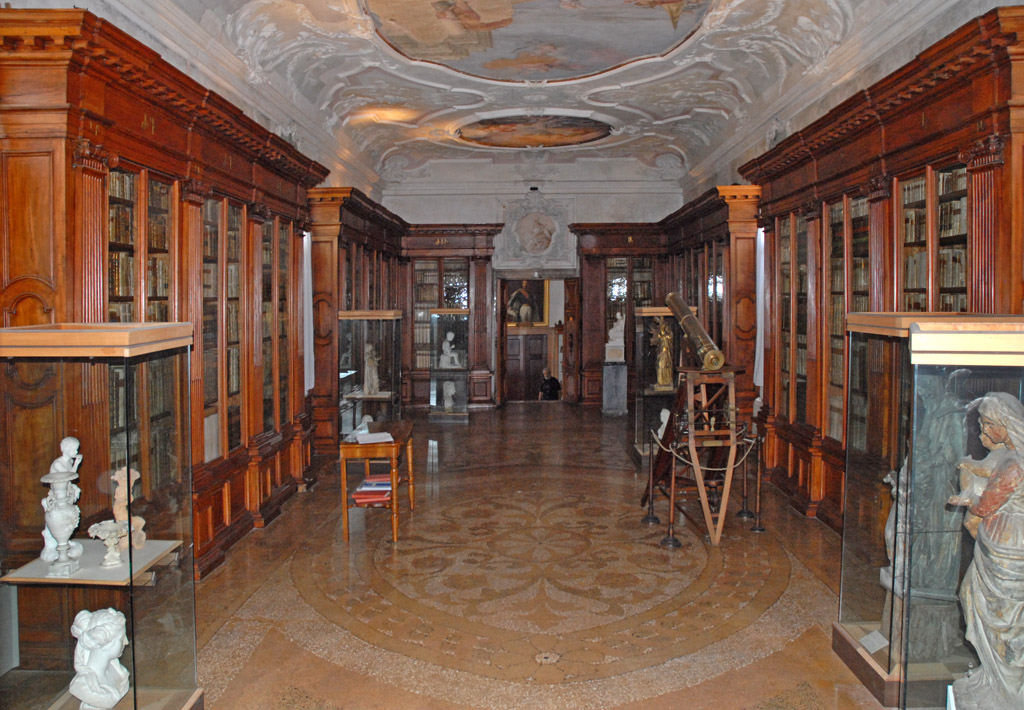
Бібліотка

### Колекція
Бібліотека
Бібліотека містить від 150 000 до 200 000 друкованих книг вірменською, а також на європейських та східних мовах.. Значна частина бібліотеки містить стародавню колекцію. До збірки включені книги з мистецтва, науки, історії, природознавства, різноманітних класичних текстів, літературної критики, великі енциклопедії.
Підлога бібліотеки прикрашена у венеційському стилі. Стеля, (була частково зруйнована у вогні 1975 року) розписана Франческо Цугно і зображає Святу Катерину, чотири батьки Латинської церкви (Амвросій, Августин, Ієронім, Григорій I) і батьки Вірменської церкви. Крейдяна скульптура Наполеона II Антоніо Канови зберігається в скляній шафі в бібліотеці. Також в кімнаті зберігається скульптура Папи Римського Григорія XVI Джузеппе Де Фабріса, подарована Мехітарістам Папою Римським.
Манускрипти

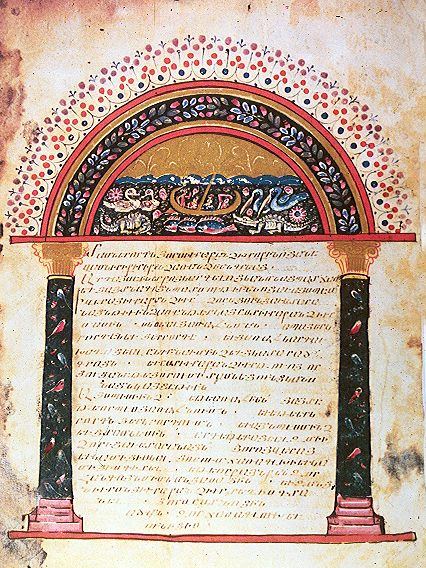
Сторінка з Євангеліє IX століття цариці Млке

Мхітаристи вважають колекцію рукописів найбільшим скарбом Сан-Лазаро. У XIX столітті ченці-мехітарісти опублікували з цих рукописів деякі раніше неопубліковані фрагменти вірменської та невірсенської літератури.
Згідно з журналом Англіканської церкви, до 1870 року у Сан-Лазаро була друга за величиною колекція вірменських рукописів після Ечміадзинського кафедрального собору, який мав близько 1200 рукописів. Точна кількість збережених рукописів в Сан-Лазаро невідома. За словами Бернарда Кулі, число становить близько 3000, що становить близько 10 % всіх збережених вірменських рукописів. Згідно з сайтом конгрегації «мхітаристів», монастир містить 4500 вірменських рукописів. Вірменський тижневик Левон Сарьян зазначив, що колекція рукописів Сан-Лазаро складається з понад 3000 повних томів і близько 2000 фрагментів. Сан-Лазаро зазвичай вважається третьою за величиною колекцією вірменських рукописів у світі після Матенадарана в Єревані, Вірменії та Вірменського патріархату в Єрусалимі. Колекція рукописів зберігається в башті ротонди, в так званій Кімнаті рукописів (сховище рукописів). Його будівництво було профінансовано вірменським торговцем антикваріатом Богос Іспеньяном, і було спроектовано його сином Андоні Іспеньяном. Він був відкритий в 1970 році за участю Католикоса Вазгена I.
Найбільш ранні рукописи, що зберігаються в сховищі, відносяться до восьмого століття. Серед його видатних рукописів — Євангеліє 9-го століття королеви Мльке (Մլքե գուհուագուհու Ատետարան (Євангеліє цариці Млке)), початку 11 століття Адріанополіське Євангеліє; Життя Олександра Македонського, вірменський переклад грецького варіанту 5-го століття Псевдо-Каллісто; Євангеліє Гладзор (датоване 1307 роком). У 1976-79 роках Harutiun Kurdian пожертвував близько 300 рукописів, для яких були додані нові вітрини. Він містить одну з десяти збережених копій Урбатагірк, першої в історії вірменської книги, надрукованої Акопом Мегапаром у Венеції в 1512 році. Крім того, в сховищі зберігаються 44 вірменських молитовних сувоїв (хмаїл).
Вірменський музей
Вірменський музей був спроектований венеційським архітектором Джованні Россі та завершений в 1867 році. Був серйозно пошкоджений вогнем 1975 року і був відновлений в його нинішньому вигляді Мануком Манукяном. Раніше сузей служив бібліотекою вірменських рукописів і видань. У музеї тепер зберігаються предмети, пов'язані з історією та мистецтвом Вірменії, включаючи шоломи і бронзові пояси з урартуського періоду; Меч Левона VI, останній вірменський король Кілікії, викуваний у Сисі у 1366 році; вірменська кераміка з Кютаг'я; монети, штампи і паспорти, видані 1918-20 Першою Республікою Вірменія. Представлені численні вірменські релігійні об'єкти мистецтва XVI—XVIII століть. Також експонується барельєф в агаті середньовічної вірменської столиці Ані, який раніше висів у монастирі острова Лім на озері Ван, а також кілька картин російського-вірменського морського художника Івана Айвазовського, в тому числі зображення гори Арарат і Ніагарського водоспаду. Його біблійна картина Хаос (1841) була подарована пастві Левом XIII в 1901 році. У музеї також виставлена посмертна маска Комітаса, композитора, який створив вірменську національну школу музики.
Східний музей

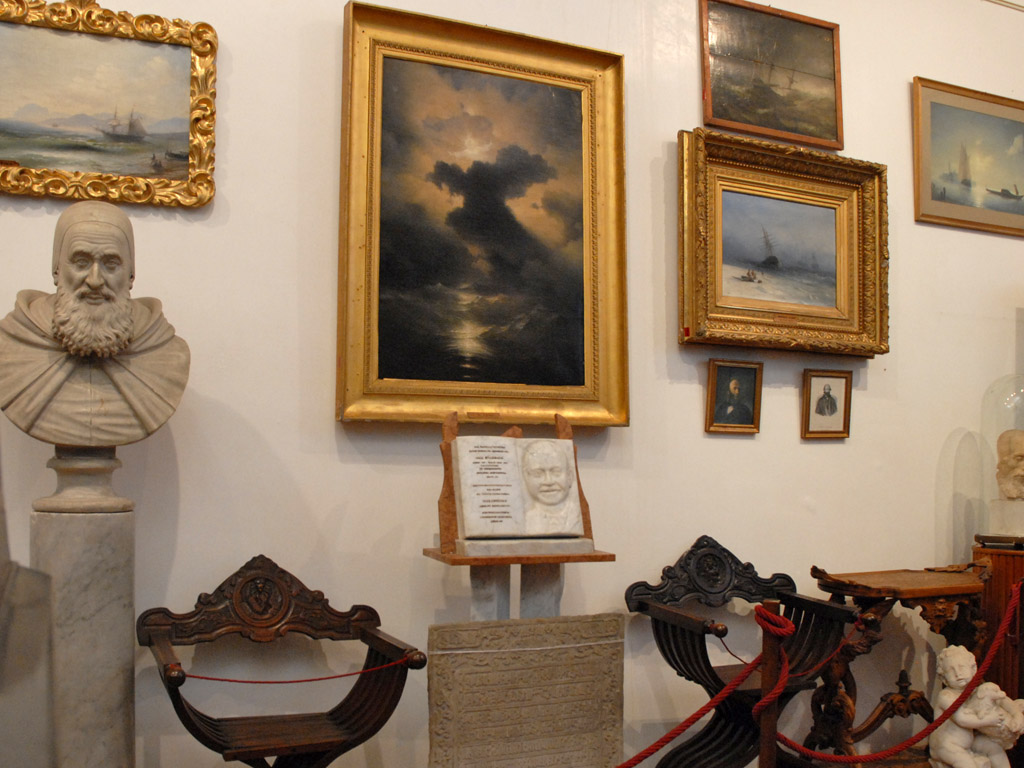
Вірменський музей. Картина посередині — «Хаос» Івана Айвазовського (1841).

Східні та єгипетські публікації, артефакти знаходяться в так званій «Lord Byron Room», тому що саме там він вивчав вірменську мову і культуру під час свого візиту в Сан-Лазаро. Це була спочатку кімната рукописів. Його найпомітнішою деталлю є єгипетська мумія, приписувана Наменхету Амуну, священику в храмі Амона в Карнаку. Він був відправлений в Сан-Лазаро в 1825 році єгипетським міністром вірменського походження Богосом Бей Юсуфіаном. Радіовуглецеве датування показало, що вона датується 450—430 роком до н.е (пізній період Стародавнього Єгипту). Колекція також містить етруські вази, китайський антикваріат, княжий індійський трон з інкрустацією слоновою кісткою і рідкісний папірус в 12 сегментах на пальскій мові Буддійського ритуалу, з бустроферовим листом з червоним лаом на золотом аркуші, привезеним з Мадраса російсько-вірменським археологом, який виявив його в храмі в 1830 році.
Картини
Серед художніх робіт, що демонструються в монастирських коридорах, представлені малюнки намальовані деревним вугіллям Едгаром Шахіном, пейзажі Мартіроса Сарьяна, Манука Абегяна, гори Арарат Геворка Башинджагяна, морський живопис Чарльза Гарабеда Атаміана і колаж Сергія Параджанова, триптих Франческо Зугно зображує хрещення царя Тірідата III Григорієм Просвітителем, різні картини Луїджі Керени, «Жертвопринесення Ісаака» Франческа Хайеса та інші.

### Видавництво
На острові в 1789 році було створено видавництво. Крім друку книг вірменською мовою воно випустило численні видання іншими мовами, серед них: понад 50 — латиною, 80 — італійською, 65 — французькою, 75 — англійською, 15 — німецькою, всього 36 мовами. Видавництво було закрите в 1991 році, проте мехітарісти з Сан-Лазаро продовжують публікувати в своєму видавництві Casa Editrice Armena. Хачіг Тололян писав про роль мехітарістів і їх публікацій:
|  | З дивовижною далекоглядністю та енергією вчені-ченці цього діаспорного анклаву мали намір виконати те, що вірменський вчений Марк Нічанян назвав узагальнювальним проектом, культурною програмою дослідження і публікації, яка представляла життя і культуру Вірменії, як плачевно фрагментовану, і доклав зусиль до того, щоб озброїти як знедолене населення своєї батьківщини, так і ремісників і купців діаспори засобами національної культури за європейською моделлю. |

Публікації мехітаристів, як в Сан-Лазаро, так і в Відні, зробили великий внесок в удосконалення літератури західних вірмен. Частка Сан-Лазаро стала особливо помітною в областях історії, мистецтва і літератури, які вплинули на італійську схильність до мистецтва. Видавничий дім друкував книги на десятках мов, в тому числі на такі теми, як теологія, історія, лінгвістика, література, природничі науки і економіка. Вони також видавали підручники та переклади з європейських мов і видань класики. Серед його публікацій значна робота — це двотомний словник класичної вірменської мови: Նոր ռգիաքրք Հայզազեան զուիեզուի, Nor baṛgirk 'haykazean lezui («Новий словник вірменської мови», 1836-37), який вважається монументальним досягненням і залишається неперевершеним. Починаючи з 1800 року, на острові публікується періодичний журнал. Bazmavep, літературний, історичний і науковий журнал, який був заснований в 1843 році і продовжує публікуватися донині.

### Сади
Безліч відвідувачів захоплюються садами монастиря. «Острів з його квітковими та фруктовими садами настільки добре зберігся, що екскурсія в Сан-Лазаро є улюбленим місцем всіх відвідувачів Венеції», — зазначив один з відвідувачів у 1905 році. Ірландський ботанік Едіт Блейк (Edith Blake) пише: «Сад в центрі монастиря майорів квітами, і на всій території було спокійне наповнене спокоєм повітря».
Ченці в Сан-Лазаро роблять варення з троянд, вирощених в садах. Варення, зване Вартануш, зроблене з пелюсток троянд в травні, коли троянди в повному розквіті. Крім пелюсток троянд, воно містить білий цукор, воду і лимонний сік. У сувенірному магазині на острові виробляється і продається близько п'яти тисяч глечиків варення. Ченці також їдять його на сніданок.

## Роль у Вірменській історії

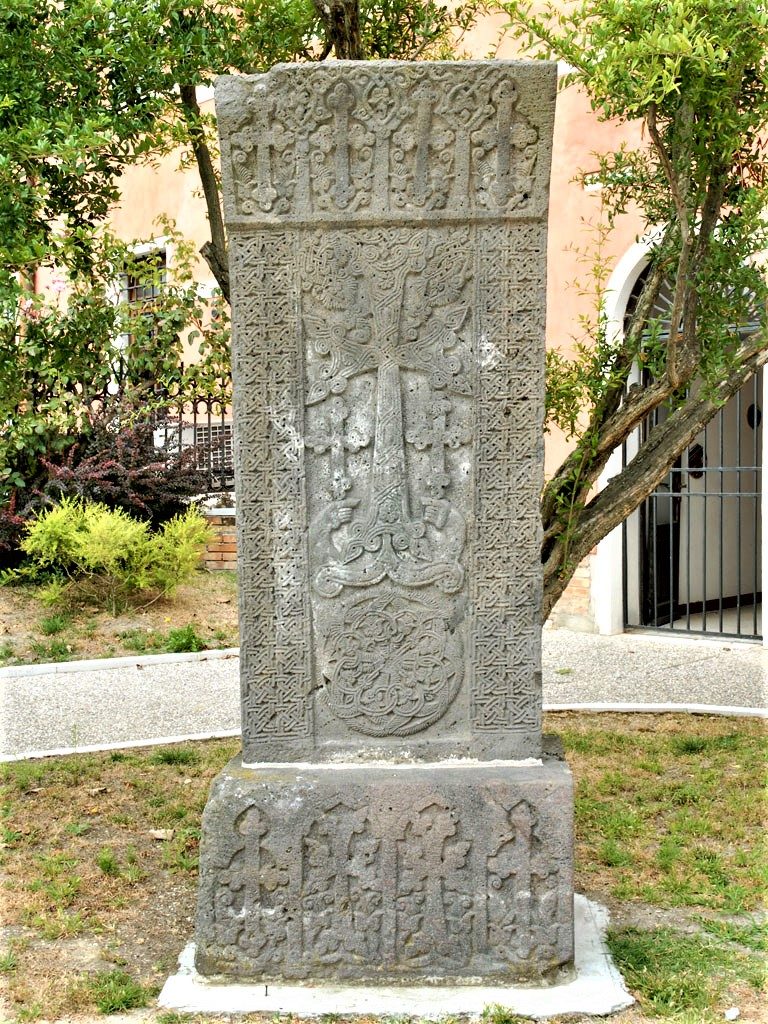
Хачкар 14 століття в Сан-Лазаро

Сан-Лазаро має велике історичне значення для вірмен. The islet has been described as a «little Armenia.» Острів був описаний як «маленька Вірменія». Нью-Йорк Таймс писала в 1919 році: "Острів Сан-Лазаро, поблизу Венеції, вже понад два століття пересаджує вірменський оазис у Венеційську лагуну. Це один з найбагатших вірменських анклавів і на думку соціолога Анни Бакалян, одне з найвідоміших вірменських місць в світі, разом з вірменським кварталом Старого міста Єрусалима. Вільям Дін Хауеллс зазначив в 1866 році, що «як місце навчання Сан-Лазаро відомий у всьому вірменському світі». Оксфордський словник християнської церкви називає монастир Сан-Лазаро і орден Мехітарістів «особливо примітним» серед релігійних орденів, заснованих у Венеції. Американський місіонер Елі Сміт в 1833 році відзначив, що монастир Сан-Лазаро не тільки не переслідував «систему денаціоналізації багатьох римських місій серед східних церков», але також "зробив більше, ніж всіх інших вірмен разом, щоб культивувати та збагачувати літературу нації ". Мандрівний письменник Луїза Стюарт Костелло назвала вірменський монастир Сан-Лазаро "респектабельним кущем над навколишніми водами, міцним пам'ятником успішної наполегливості в хорошій справі".
Культурне пробудження
За словами Роберта Х'юза протягом майже цілого століття — аж до створення Інституту Лазарева в Москві в 1815 році, монастир Сан-Лазаро був єдиним центром інтенсивної культурної діяльності в Вірменії, в якому зберігалася спадщина вірменського народу. Протягом 18-го століття відкриття класичної вірменської літератури й створення народної вірменської мови мехітарістами Сан-Лазаро був ключовим фактором у «Вірменському ренесансі». Італійський вчений Маттео Мієле порівняв роботу мехітарістів, здійснену на острові, з роботою гуманістів, живописців і скульпторів італійського Відродження. Протягом понад століття монастир Сан-Лазаро став «потужним агентством з просування світського, а також релігійного знання» з «загальновідомими релігійними, освітніми та літературними цілями, такими як цілі середньовічного бенедиктинського ордена».

## Відомі вчені-резиденти
Мхітар Севастійський, засновник ордена Мехітаристів, жив на острові з 1717 року до своєї смерті в 1749 році.
Мікаел Чамчян (1738—1823), який написав велику і впливову історію Вірменії, яка більше століття використовувалася вченими як довідкова робота, жив на острові з 1757 року.
Гаврило Айвазовський (1812—1880), філолог, історик і видавець, навчався в школі на острові з 1826 по 1830 рік і пізніше був секретарем конгрегації мхітаристів. Він заснував і редагував заснований в Сан-Лазаро журнал Bazmavep з 1843 по 1848 рік.
Відомий історик Гевонд Алішан був членом Ордена мехітарістов з 1838 року. У 1849-51 він редагував журнал Bazmavep і викладав в чернечій семінарії в 1866-72 роках. Він жив на острові з 1872 року до своєї смерті в 1901 році. Був автором книг з історії і географії областей Вірменії Ширак, Айрарат, Сісакан (всі вони були опубліковані в 1881-83) з «дивовижною точністю». У 1895 році він опублікував дві помітні роботи, одну з дохристиянської політеїстичної релігії вірмен і дослідження 3400 видів рослин, які ростуть у Вірменії.

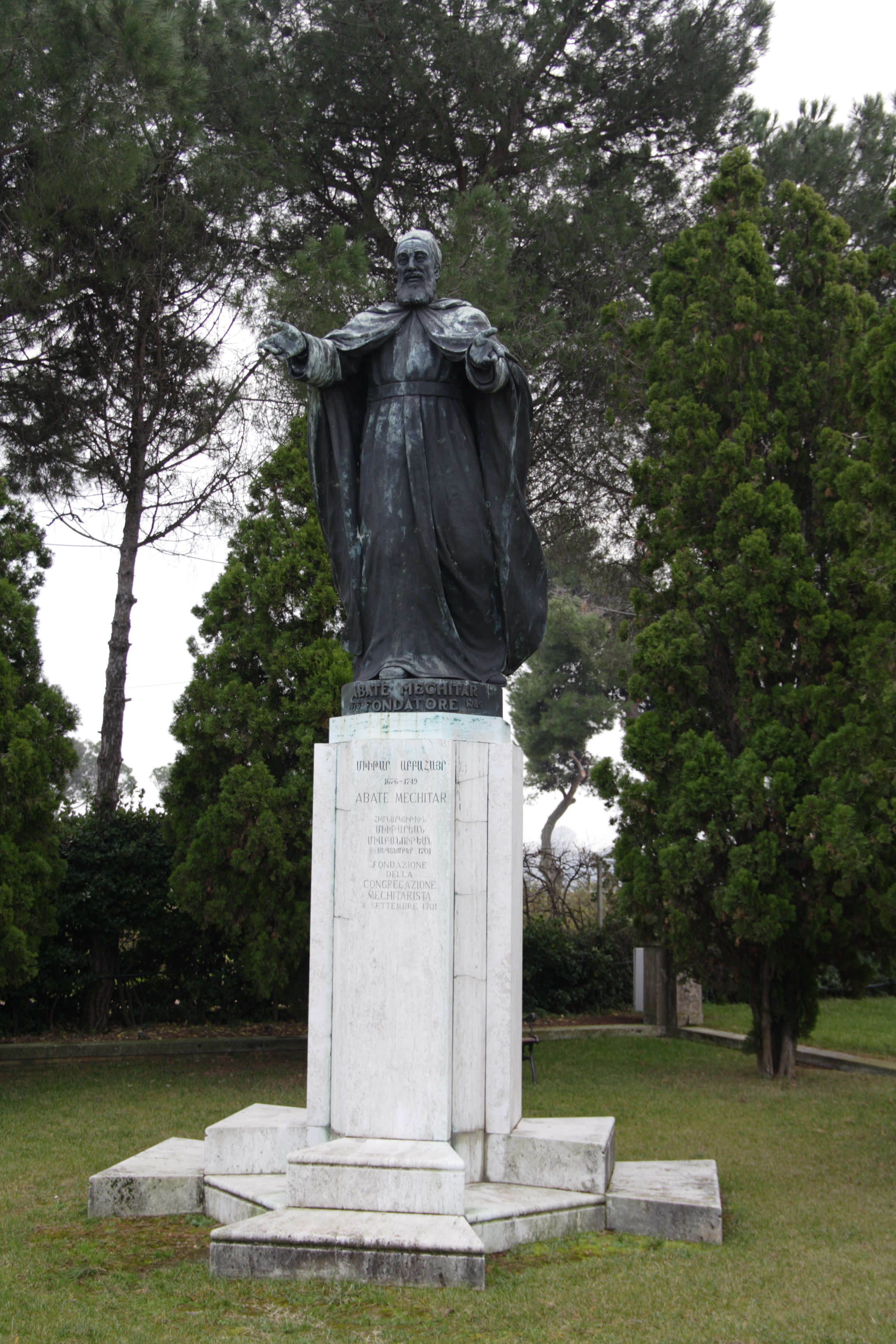
Статуя Мхітара Севастійського на острові
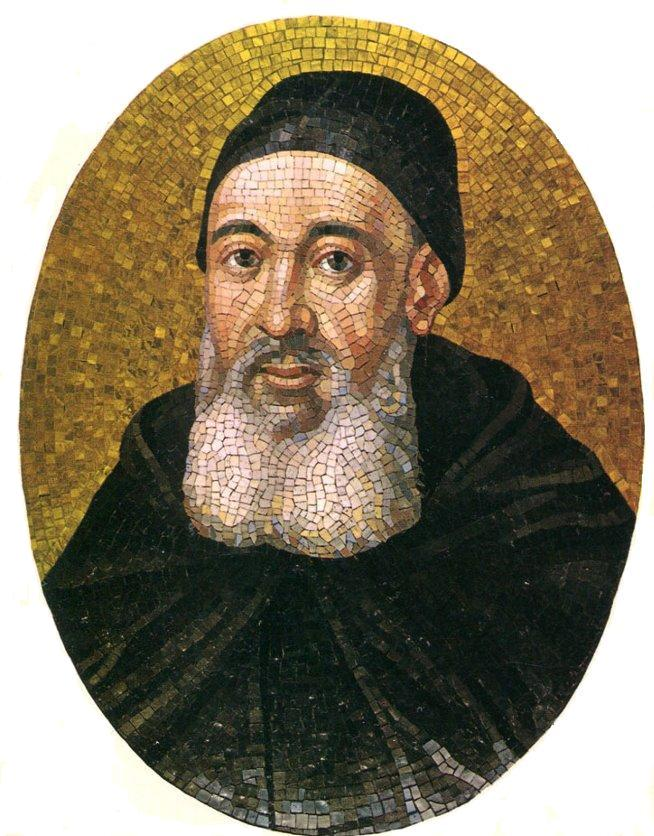
Мхітар
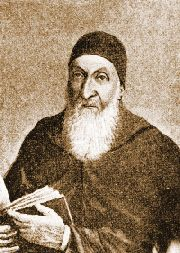
Чамчян
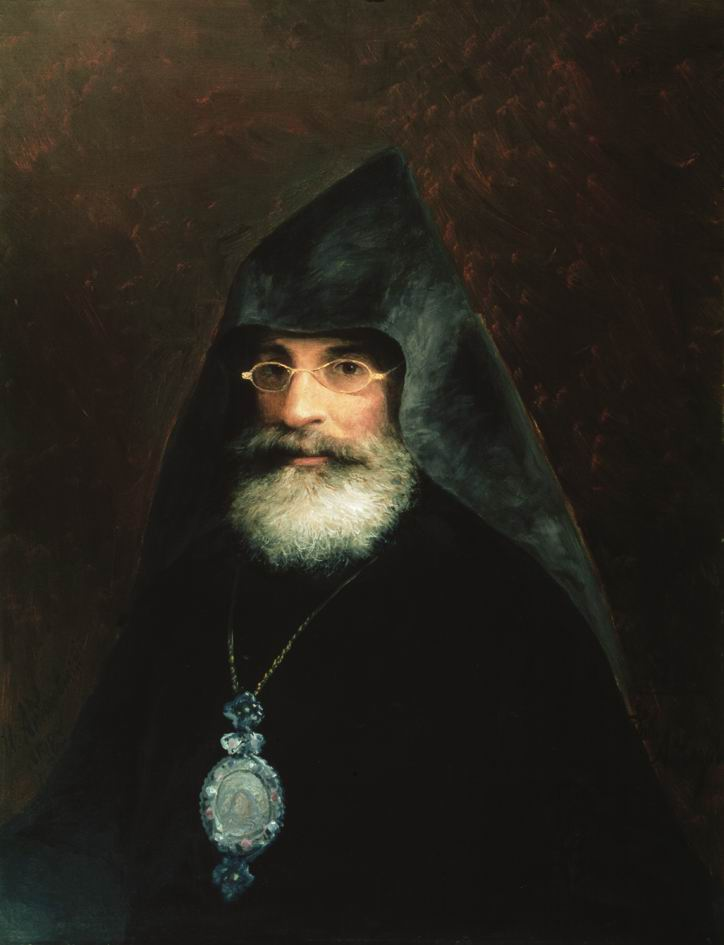
Айвазовський
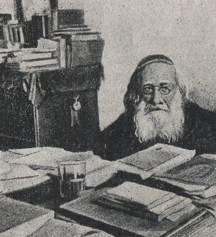
Алішан

## Відомі відвідувачі
Протягом століть острів відвідувало широке коло знатних людей.

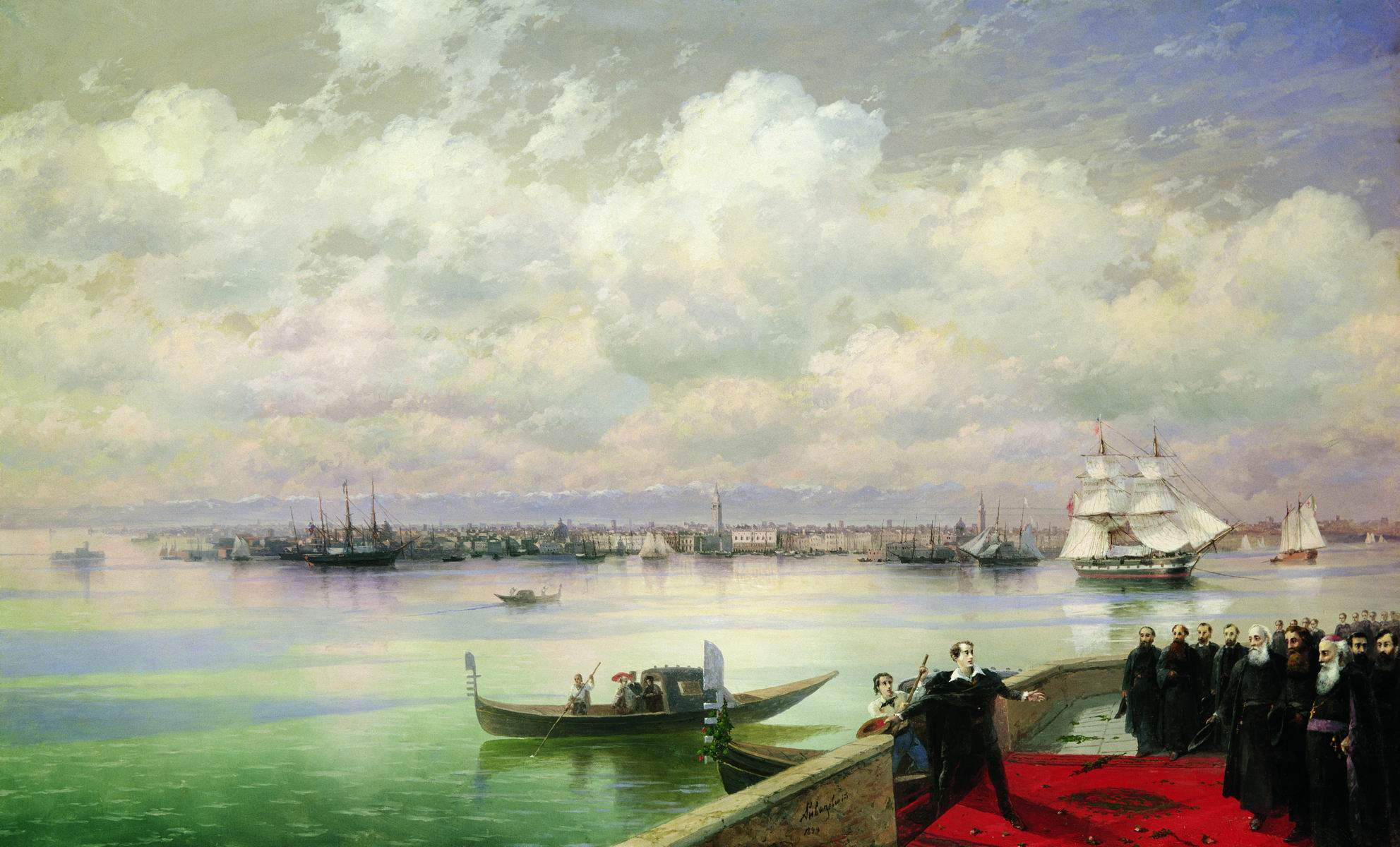
Візит лорда Байрона на острів, зображений Іваном Айвазовським в 1899 році, Національна галерея Вірменії

### Лорд Байрон
Англійський романтичний поет Лорд Байрон відвідував острів з листопада 1816 по лютий 1817 року. Він володів вірменською на достатньому рівні для перекладу уривків з класичного вірменського на англійську. Він був співавтором Англійсько-вірменської граматики в 1817 році, а також Вірменсько-англійської в 1819 році, включаючи цитати з класичної та сучасної вірменської мови. Кімната, де навчався Байрон, тепер носить його ім'я. Існує також меморіальна дошка, присвячена перебуванню Байрона. Байрон вважається найвідомішим з усіх відвідувачів острова. Джеймс Морріс писав, що "багато в Венеції, просили подумати про Сан-Лазаро, спочатку думають про Байрона, і тільки потім вірмен. Дух Байрона переслідує острів ".

### Іноземці
Папа Римський Пій VII відвідував острів в 9 травня, 1800.
З XIX століття в Сан-Лазаро побували численні відомі особистості, такі як композитори Жак Оффенбах, Джоаккіно Антоніо Россіні, Петро Ілліч Чайковський, і Ріхард Вагнер (1859), письменники Альфред де Мюссе і Жорж Санд (1834), Марсель Пруст (1900), Іван Тургенєв, Микола Гоголь, Генрі Лонгфелло. Серед інших відомих відвідувачів — британський мистецтвознавець Джон Раскін (початок 1850-х років), французький філософ і історик Ернест Ренан (1850).
У XIX столітті на острів побував безліч монархів, в тому числі Карл IV король Іспанії, Франц Йосиф I, Умберто I король Італії, Кароль I король Румунії, Емма Вальдек-Пірмонтська, Вільгельміна королева Нідерландів, Наполеон Жозеф Бонапарт, Людвиг I король Баварії (1841), Маргарита Савойська (королева Італії), Максиміліан I (імператор Мексики), Шарлотта Бельгійська, Едуард VII Король Великої Британії, принц Уельський і майбутній король Сполученого Королівства (1861), Наполеон III Бонапарт (1862), Педру II Бразилії (1871), Принцеса Луїза, Герцогиня Аргайлская (1881), Олександр I Імператор всеросійський. Президент США Улісс Грант і прем'єр-міністр Великої Британії Вільям Гладстон відвідали Сан-Лазаро в 1878 і 1879 відповідно.
Радянський лідер Йосип Сталін, більшовицький революціонер в той час, працював дзвонарем в монастирі Сан-Лазаро в 1907 році.

### Вірмени
Російсько-вірменський морський художник Іван Айвазовський відвідав Сан-Лазаро в 1840 році. Він зустрів свого старшого брата, Габріеля, який працював в монастирі в той час. У монастирській бібліотеці і в художній галереї Айвазовський ознайомився з вірменськими рукописами і вірменським мистецтвом в цілому. Інший вірменський художник Суренянц Вардгес Акопович відвідав Сан-Лазаро в 1881 році і досліджував вірменські мініатюри. Етнограф Ерванд Лалаян працював на острові близько шести місяців в 1894 році. Музикознавець Комітас читав лекції по вірменській народній та духовній музиці, а в липні 1907 роки вивчав систему нотного запису (хаза) в монастирській бібліотеці. Перша зустріч поетів Єгіше Чаренц і Аветік Ісаакяна відбулася в Сан-Лазаро в 1924 році. Радянський вірменський композитор Арам Хачатурян відвідав його в 1963 році і радянський вірменський астрофізик Віктор Амбарцумян в 1969 році.
На острові побували не менше двох католицьких (лідерів) Вірменської Апостольської церкви, історично конкурували з Вірменською Католицькою Церквою, до складу яких входять мхітаристи: Вазген I (в 1956 і 1970 роках) І Карекін II (у 2008 році).
Після здобуття незалежності в 1991 році як мінімум два президенти Вірменії — Роберт Кочарян у 2005 році та Серж Саргсян у 2011 році — відвідали Сан-Лазаро.

### Художні зображення острова
Численні художники малювали острів, в тому числі
- Антоніо Вісентіні (Vignette of the Isola di S. Lazzaro degli Armeni)[68]
- Геворг Башинягян (Island of Surb Ghazar at night, 1892)[69]
- Іван Айвазовський (Byron's visit to the Mekhitarists in Surb Ghazar Island, 1899)[70]
- Джозеф Пеннелл (The Armenian Convent, 1905)[71]
- Оганес Зардарян (Sb. Ghazar island, Venice, 1958)[72]